# Religionsfreiheit in den Vereinigten Arabischen Emiraten
Die Religionsfreiheit in der Vereinigten Arabischen Emiraten ist eingeschränkt. Die Verfassung der Vereinigten Arabischen Emirate sieht Kultusfreiheit vor, allerdings nicht im vollen Umfang der Religions- und Weltanschauungsfreiheit im Sinne von Artikel 18 der Allgemeinen Erklärung der Menschenrechte. Dem Islam wird als Staatsreligion eine privilegierte Rolle zugeschrieben. In den letzten Jahren (Stand 8/2024) sind jedoch gewisse Fortschritte im Bereich des interreligiösen Dialogs und der Anerkennung anderer Religionsgemeinschaften zu verzeichnen.

## Normierung

### Verfassungsrechtlicher Rahmen
Artikel 32 der Verfassung der Vereinigten Arabischen Emirate sieht die Freiheit der Religionsausübung vor:
„Die Freiheit der Religionsausübung wird unter Einhaltung der den allgemein anerkannten Traditionen gewährleistet, sofern diese Freiheit mit der öffentlichen Ordnung vereinbar ist oder nicht gegen die guten Sitten verstößt.“
Artikel 25 der Verfassung verbietet verschiedene Formen der Diskriminierung, u. a. die Diskriminierung aufgrund der Religionsangehörigkeit:
„Alle Menschen sind vor dem Gesetz gleich. Zwischen den Unionsbürgern darf es keine Diskriminierung aufgrund der Ethnie, der Staatsangehörigkeit, des religiösen Bekenntnisses oder der sozialen Stellung geben.“
Gleichzeitig schreibt die Verfassung jedoch dem Islam eine privilegierte Rolle zu. Dieser wird durch die Verfassung in Artikel 7 zur Staatsreligion bestimmt. Für die Schari'ah wird zudem im selben Artikel eine besondere Rolle in der Verfassung verankert:
„Der Islam ist die offizielle Religion der Union. Die islamische Schari'ah ist die Hauptquelle der Gesetzgebung in der Union. Die Amtssprache der Union ist Arabisch.“
In der Praxis werden im Rechtssystem der Vereinigten Arabischen Emiraten – abhängig vom jeweiligen Fall – sowohl die Schari'ah als auch ziviles Recht angewandt. Artikel 6 beschreibt, dass die Vereinigten Arabischen Emirate sich als Teil der „arabischen Nation“ verstehen, die u. a. durch den gemeinsamen (muslimischen) Glauben verbunden sei:
„Die Union ist Teil der großen arabischen Nation, mit der sie durch die Bande der Religion, der Sprache, der Geschichte und des gemeinsamen Schicksals verbunden ist. Das Volk der Union ist ein einziges Volk und gehört der arabischen Nation an.“
Entsprechend nennt die Verfassung in Artikel 12 die Unterstützung „islamischer Anliegen“ als zentrale Aufgabe für die Außenpolitik des Landes:
„Die Außenpolitik der Union ist auf die Unterstützung der arabischen und islamischen Anliegen und Interessen sowie auf die Festigung der Bande der Freundschaft und Zusammenarbeit mit allen Nationen und Völkern auf der Grundlage der Grundsätze der Charta der Vereinten Nationen und der idealen internationalen Normen ausgerichtet.“

### Völkerrechtlicher Rahmen
Stand Juli 2024 gehören die Vereinigten Arabischen Emirate zu den wenigen Staaten, die den Internationalen Pakt über bürgerliche und politische Rechte nicht unterzeichnet und ratifiziert haben, der unter Artikel 18 das Recht auf Gedanken-, Gewissens- und Religionsfreiheit ausformuliert.

## Gefährdungen und Verletzungen der Religionsfreiheit

### Einschränkungen der Religions- und Weltanschauungsfreiheit durch das Strafgesetz und andere Gesetze

#### Verbot von Zauberei
Sogenannte Schwarze Magie, Zauberei und Beschwörungen sind in den Vereinigten Arabischen Emiraten gesetzlich verboten. Sie können mit einer Gefängnisstrafe oder einer Geldstrafe von mindestens 50.000 Dirham (etwa 13.600 US-Dollar) bestraft werden. Nicht-Staatsbürger können mit der Abschiebung bestraft werden. Auch Personen, die entsprechende Dienstleistungen in Anspruch nehmen, können zu Gefängnisstrafen oder Geldstrafen verurteilt werden.

#### Blasphemie-Verbot
In den Vereinigten Arabischen Emiraten bestehen Blasphemie-Verbote:

Artikel 312 des Strafgesetzes der Vereinigten Arabischen Emirate verbietet "Verbrechen gegen den religiösen Glauben und die religiösen Rechte":
"Mit Gefängnis und Geldstrafe oder mit einer dieser beiden Strafen wird bestraft, wer eine der folgenden Straftaten begeht:
(1) Beleidigung eines der islamischen heiligen Dinge oder Riten;
(2) Beleidigung und Verunglimpfung einer der anerkannten göttlichen Religionen;

Wird eine der oben genannten Straftaten in der Öffentlichkeit begangen, so ist die Strafe entweder eine Freiheitsstrafe von mindestens einem Jahr oder eine Geldstrafe."
Artikel 319 bestimmt darüber hinaus, dass wer "die Grundlagen oder Lehren, auf denen die muslimische Religion beruht, oder das, was er im Wesentlichen kennt, ablehnt oder verunglimpft, diese Religion beleidigt, eine andere Religion predigt, für eine Lehre oder Ideologie eintritt, die einen der oben genannten Punkte umfasst, oder einen dieser Punkte lobt oder propagiert" zu einer Freiheitsstrafe von bis zu fünf Jahren verurteilt werden soll.

### Ungleichbehandlung der Religionen
Durch den Status des Islams als Staatsreligion und weitere rechtliche Bestimmungen (wie z. B. der Bestimmung, dass die Schari'ah Hauptquelle der Gesetzgebung sein soll) wird eine einzelne Religion privilegiert.
Im Bereich des interreligiösen Dialogs und der Akzeptanz anderer Religionsgemeinschaften sind jedoch in den vergangenen Jahren gewisse Fortschritte verzeichnet worden. Christliche, hinduistische und Sikh-Gemeinden konnten Gebetsstätten auf Grundstücken errichten, die von Mitgliedern der Herrscherfamilie gestiftet wurden. Die Bedingungen für die jüdische Bevölkerung des Staates haben sich seit der Normalisierung der Beziehungen zwischen den Arabischen Emiraten und Israel verbessert. Ein Prestige-Projekt des Staats ist der „Abrahamic Family House“-Komplex, der eine Moschee, eine Kirche sowie eine Synagoge umfasst.
Kritiker sehen in den Schritten eine mediale Inszenierung, um das eigene Image zu verbessern und von Menschenrechtsproblemen abzulenken. Andere Experten verweisen darauf, dass die Toleranzstrategie der Vereinigten Arabischen Emirate trotz Bedenken ernst genommen werden sollte. Zu beobachten ist, dass eine Grenze der Freiheiten der Religionsgemeinschaften insbesondere darin besteht, wenn diese Kritik an der Herrschaft oder den Verhältnissen, die sie stützen, üben könnten. In diesem Sinne bestehen in der Verfassung strenge Vorbehalte mit Blick auf die allgemeinen Traditionen und die öffentliche Ordnung und es wird teilweise eher von „(inter-)religiöser Harmonie“ als von „Religionsfreiheit“ gesprochen.